# Erzsébet híd (Budapest, 1903–1945)
Az első avagy régi Erzsébet híd (eredetileg Eskü téri híd) budapesti Duna-híd volt 1903–1945 között a mai Erzsébet híd helyén. Létesítését az 1893. évi XIV. törvénycikk rendelte el a Ferenc József híd (Fővám téri híd) építésével együtt. A két hídra együttesen kiírt nemzetközi tervpályázaton 74 pályaterv érkezett be, ezek közül 53 vonatkozott az Eskü téri (a későbbi Erzsébet) hídra. A tervezők közül 41-en oldották meg az áthidalást egyetlen nyílással, 36-an az Eskü téri, öten a Fővám téri hídnál. A 74 pályázó közül 15 volt magyar, a többiek közül a legtöbb amerikai volt (16), továbbá több olasz, osztrák, német és francia pályázat is érkezett.

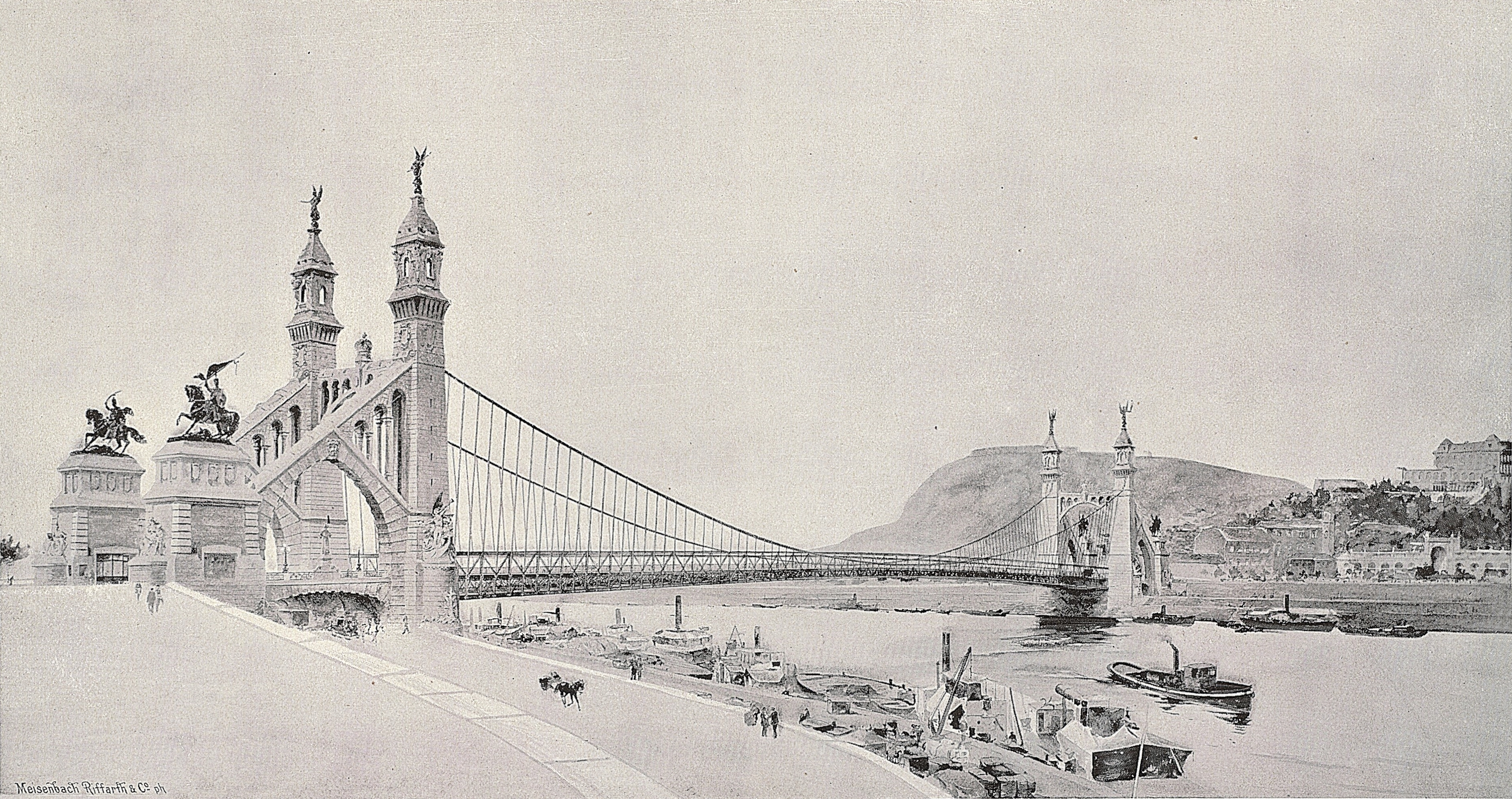
Az Erzsébet híd pályázat díjnyertes pályaműve

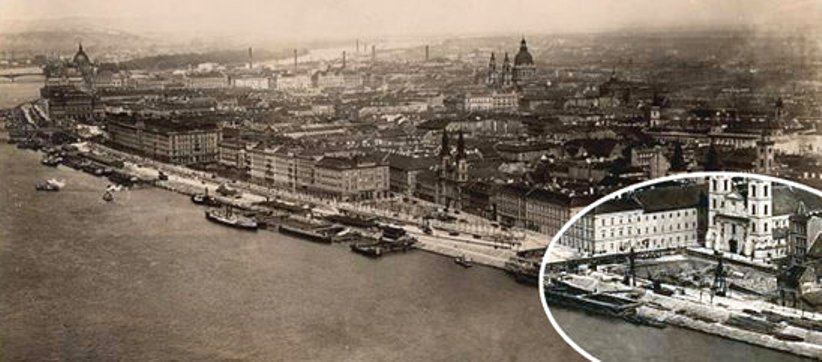
Az Erzsébet híd építése előtti tereprendezés

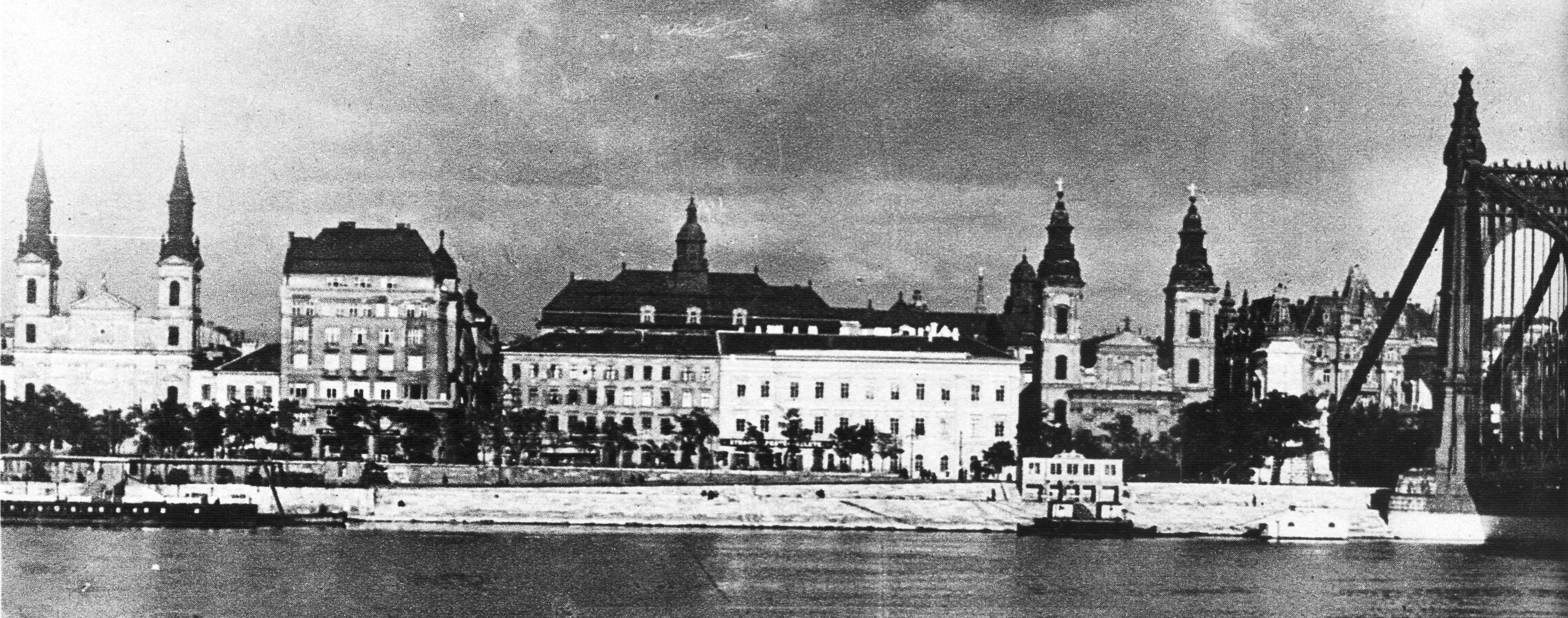
A pesti Duna-part a régi Erzsébet híd mellett

1898 és 1903 között épült, nem sokkal a Ferenc József nevét viselő híd (ma: Szabadság híd) után. Az időközben Genfben merénylet áldozatául esett Erzsébet királynéról nevezték el.
Az acélszerkezetű lánchíd a magyar hídépítő mérnökök és a hazai ipar egyedülálló teljesítménye volt. Átadását követően csaknem negyed századig rendszerében világrekorder, hetven éven át Duna-rekorder, és az egyetlen olyan híd, amely a folyót 290 m-es középnyílásával mederpillér nélkül ívelte át. A világ első, konstrukciójában sok újat hozó, acélpilonos lánchídja volt. A híd a második világháború áldozatává vált: 1945 januárjában a visszavonuló német csapatok felrobbantották, újjáépítésére nem került sor, a helyén új hidat építettek.

## A tervpályázat
Az 1894-ben megtartott nemzetközi pályázaton az első díjat az esslingeni gépgyár főmérnökének, Julius Küblernek, Eisenlohr és Weigle stuttgarti építészekkel együtt elkészített egynyílású kábelhídterve nyerte el. A terv azonban nem került kivitelezésre, mert a döntés lánchíd mellett történt. Ennek fő oka az volt, hogy a külföldön gyártott kábelek helyett az egész vasszerkezetet hazai anyagból és hazai munkával lehetett előállítani.
Mellőzését a minisztérium azzal indokolta, hogy Magyarországon nem gyártanak megfelelő minőségű kábelt. A minisztérium állásfoglalása annak idején élénk szakmai vitát váltott ki – főként német részről –, és ez a vita csak akkor csendesült le igazában, amikor az Erzsébet híd elkészült, és világszerte tetszést és elismerést aratott.
A híd a maga idejében műszaki szenzációt keltett, mivel egyetlen, 290 m hosszú nyílással ívelt át a Dunán. A kiviteli terveket a Kereskedelemügyi Minisztérium hídosztálya készítette Czekelius Aurél irányításával, a Kherndl Antal műegyetemi tanár által kidolgozott statikai számítási rendszer szerint. A láncokat, a sarukat, a lehorgonyzásokat Gállik István, a merevítőtartót és a pályaszerkezetet Beke József mérnökök tervezték. A híd esztétikai megjelenése Nagy Virgil építész munkáját dicséri.
A híd rendszere merevített lánchíd, amelynél a híd egész önsúlyát a láncok hordták. A láncok síkjában a hídpálya két szélén elhelyezett rácsos vastartók (ún. merevítőtartók) csak a híd részleges megterhelésekor léptek működésbe, oly módon, hogy a láncnak a nem egyenletesen eloszló hatása alatt egyébként keletkező nagy alakváltozásait, az abból fakadó káros és veszélyes lengéseit megakadályozták.
A híd 290 méteres nyílásán kívül mindkét oldalán 42-42 méteres rakparti áthidalások csatlakoztak. A hídpálya az egymástól 20 méteres távolságban elhelyezett két kettős láncra volt felfüggesztve. A hídpálya szélessége 18 méter volt, 11 méter széles kocsiúttal, és két egyenként 3,5 méter széles gyalogjáróval. A kocsiút két szélén egy-egy villamosvasúti vágány volt elhelyezve.
A híd tervezésekor a századforduló legkorszerűbb szerkezeteit alkalmazták, így újszerű volt a saruk, valamint a vasoszlopok és a merevítőtartó megoldása is. A pillér fölötti kapuzatok az alsó végeiken csuklós sarukra támaszkodtak, fent a lánc ugyancsak csuklósan csatlakozott, amely koncentrált erőátadást tett lehetővé. Ezt az ingaoszlopos megoldást, magyar mérnökök elgondolását, amely később függőhidak esetében általános gyakorlattá vált, ennél a hídnál alkalmazták a világon először (a jelenlegi hídszerkezet pilonjai is ingaoszlopok). A merevítőtartó volt egyúttal a szélrács, amely a láncokra ható szélerőt is felvette. A pilonoknál elhagyták a századforduló idején kiterjedten alkalmazott kőarchitektúrát, ezáltal szabadon érvényesülhettek a híd szerkezeti részei.
Magyarországon először itt alkalmaztak Martin acélt. A főtartókat négyzetméterenként 450 kg embertömeg-terhelésre méretezték, a pályaszerkezetnél pedig 2 db 16 tonnás teherkocsit vettek alapul.

## Építése
Az építési munkák 1898 tavaszán kezdődtek el. A késedelem fő oka a pesti Belváros városrendezési elgondolásainak kialakulatlansága volt. A híd tengelyét a Hatvani utcával (ma Kossuth Lajos utca) feltétlenül össze kellett kötni, azonban az e célból szükséges épületbontások megoldására már több lehetőség kínálkozott, amelyek közül választani nem volt egyszerű feladat. Két értékes, patinás épület állott a hídtengely útjában, éspedig a régi pesti városháza és a Belvárosi plébániatemplom. 1902-ben a szerelés előrehaladott stádiumában, a hídfőkön nagyon csekély elmozdulást észleltek, ezért az építést felfüggesztették. (Oka az volt, hogy a lánckamrák víztelenítése miatt használt aszfaltréteg a ráható nyomás és a közeli hévforrások hőhatása miatt plasztikussá vált, és a felette lévő falrésszel együtt a lánc húzóerejének irányában lassú mozgásnak indult.) A mozgás megállítására a hídfő Duna felőli oldalára, az úttest alá, előépítményként betontestet helyeztek el, s ez megakadályozta, hogy a hídfő mozgása folytatódjék. A pesti hídfő elé is helyeztek ugyanilyen betontömböt, bár ott ezt semmi sem indokolta. Mindez több mint egy évre visszatartotta a híd építését. A hiba kijavítása után folytatták a szerelést, és az építkezést 1903 őszén befejezték.
A híd vasszerkezetét a Magyar Királyi Államvasutak Gépgyára (MÁVAG), a láncokat a diósgyőri állami vasgyár készítette, az alépítményi munkákat Gross E. és Társa és Fischer Henrik társvállalkozók hajtották végre.
A hidat 1903. október 10-én adták át a forgalomnak. Az összes súlya 11 170 tonna, az összes költsége: 12 403 000 korona volt. A hídon a villamosforgalom 1914-ben indult meg.
- 1910-es filmfelvétel a hídról

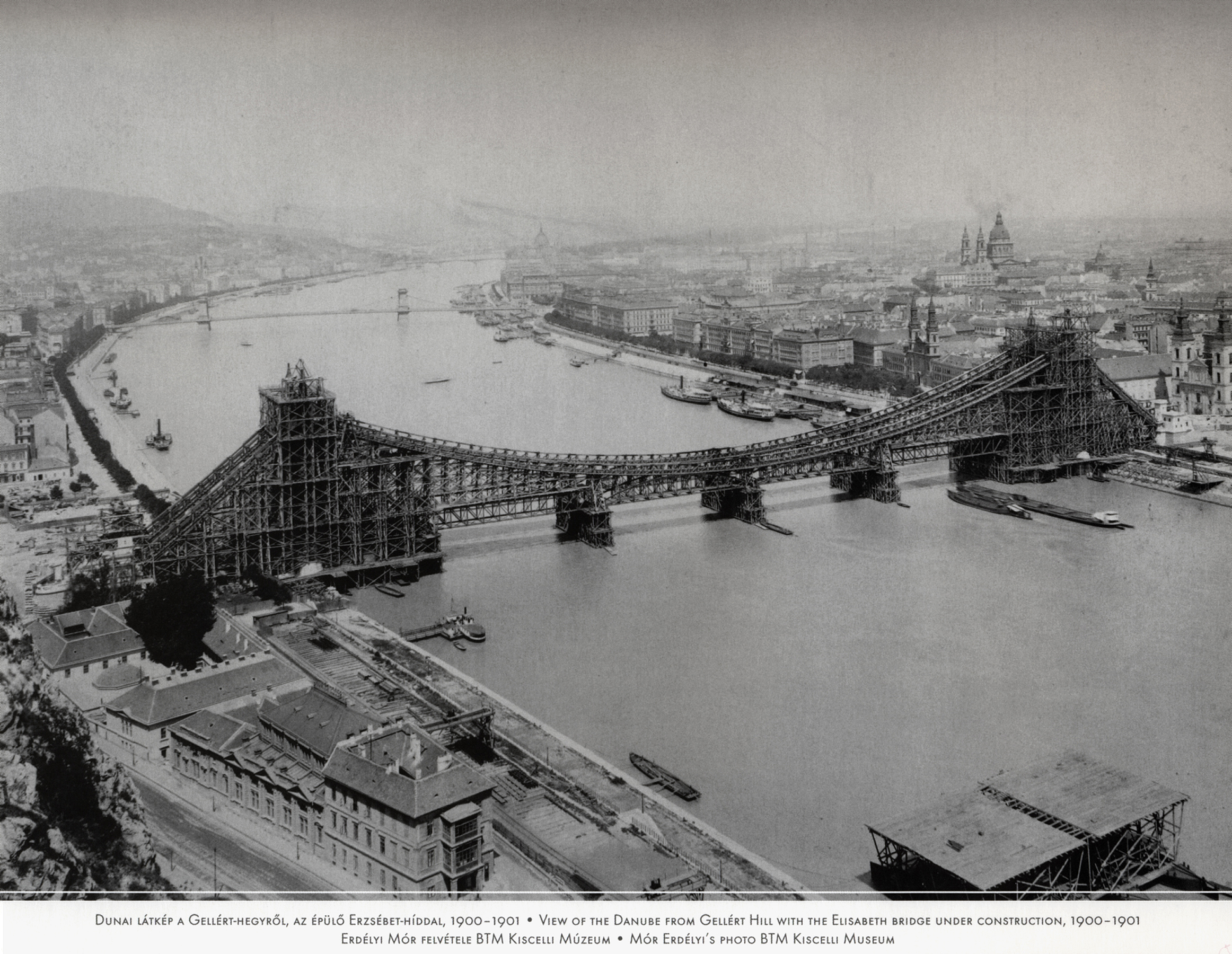
Az Erzsébet híd építése 1900-ban
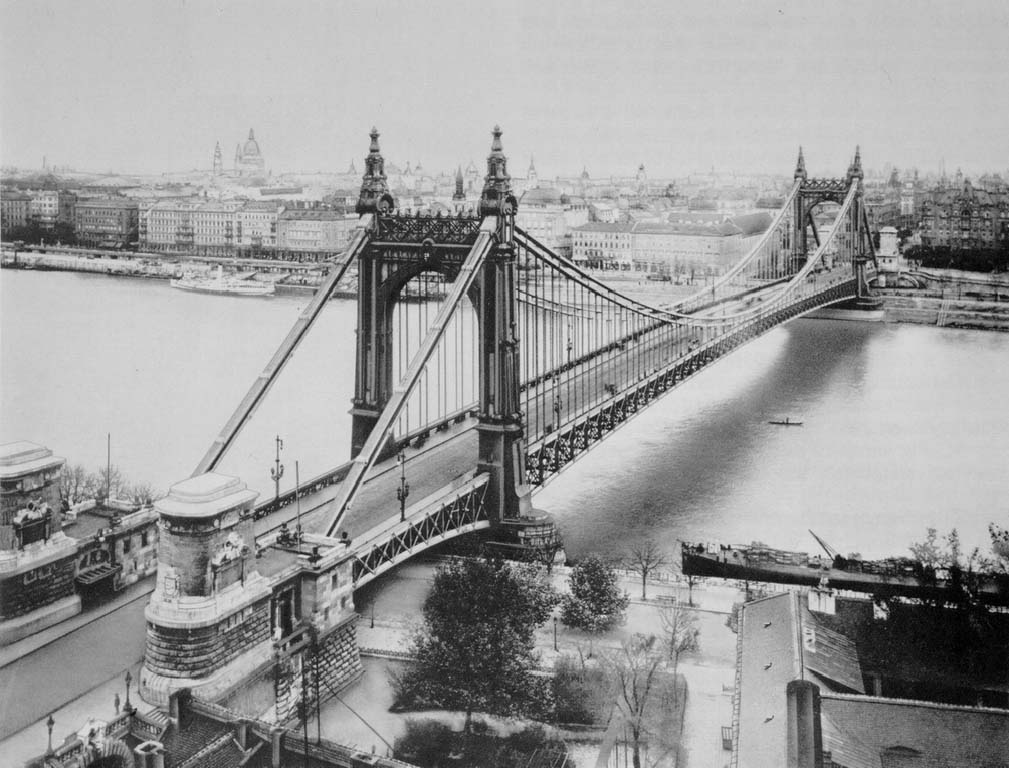
Az Erzsébet híd 1903-ban
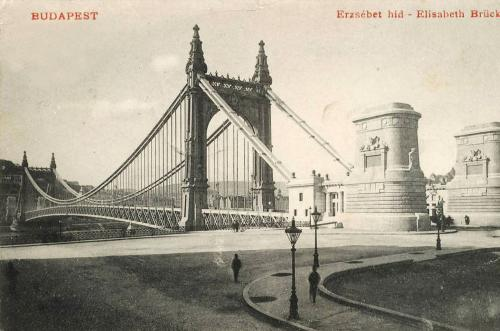
A pesti hídfő 1905-ben
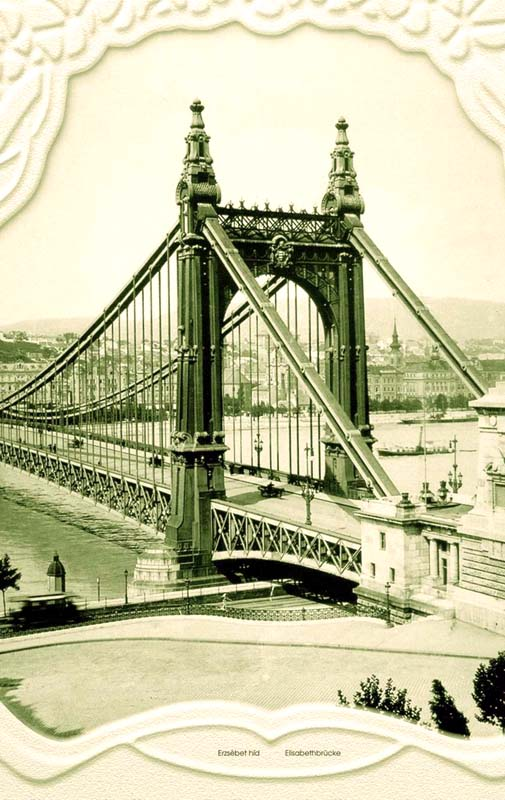
Egy régi képeslapon

## A híd felrobbantása

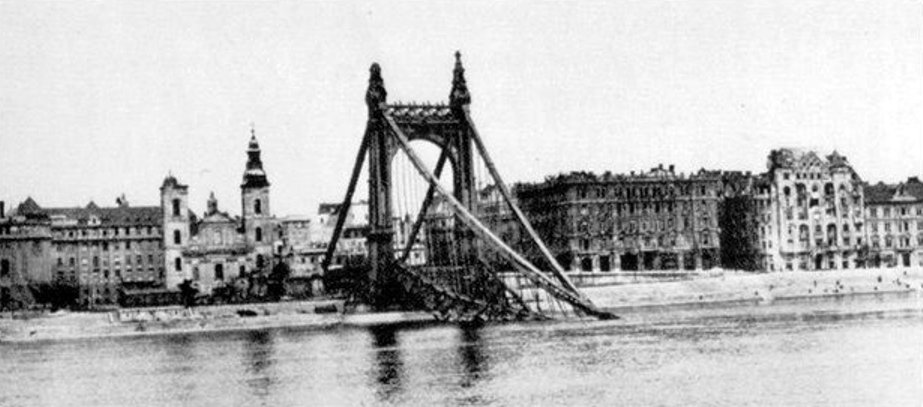
A felrobbantott Erzsébet híd 1945-ben

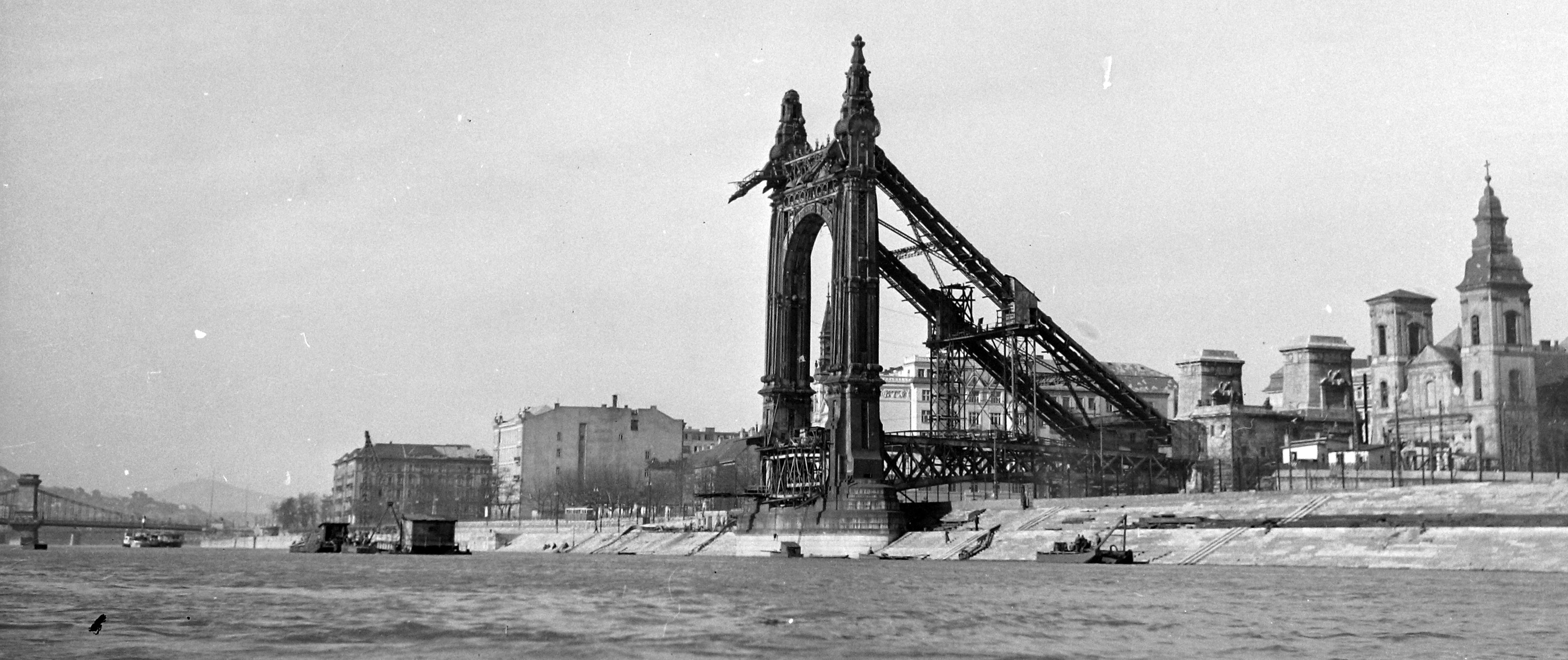
A felrobbantott Erzsébet híd pesti hídfője 1949-ben (a háttérben az 1949-ben helyreállított Lánchíd

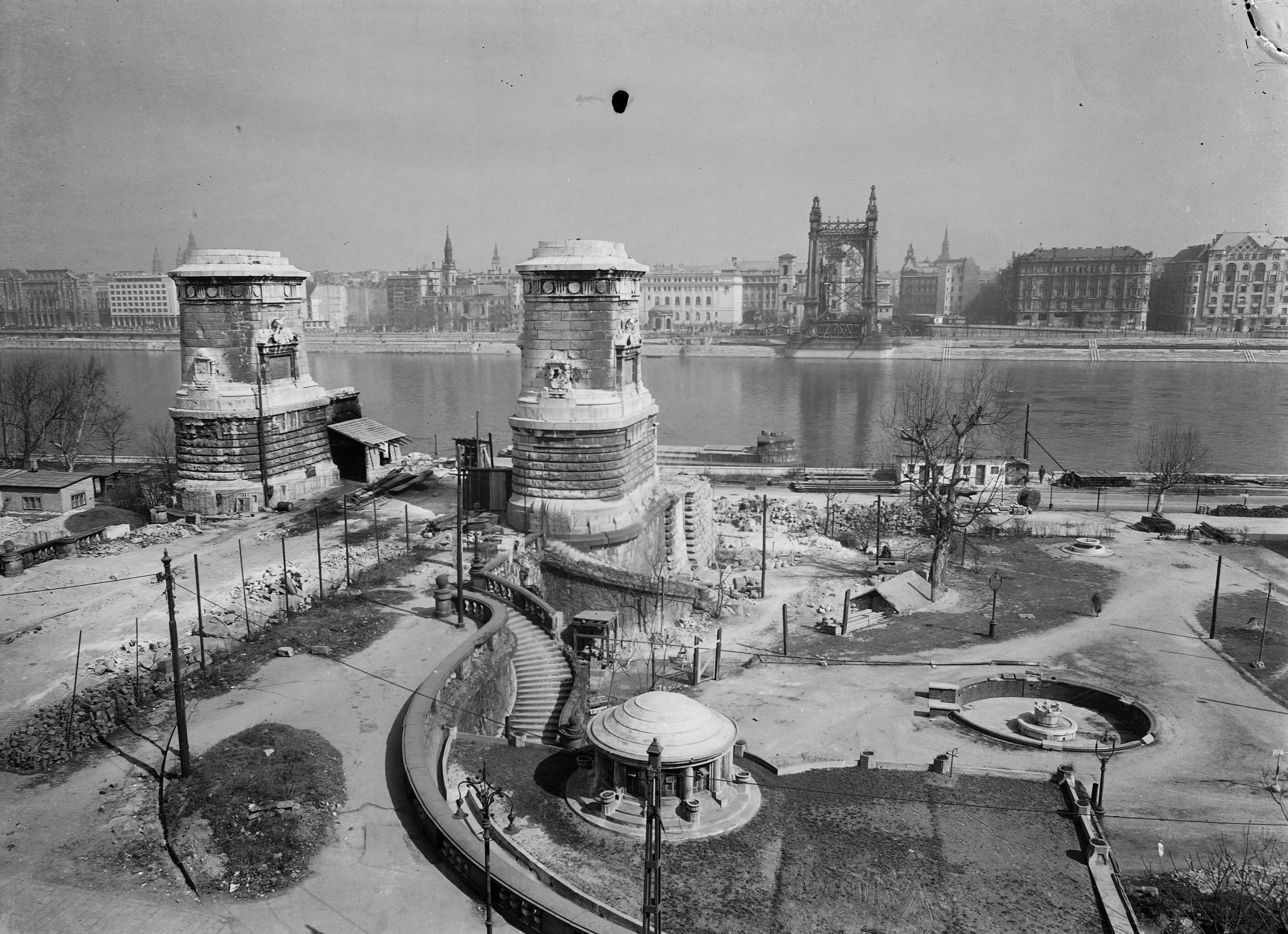
A felrobbantott Erzsébet híd budai hídfője 1953-ban

Az Erzsébet hidat a második világháború idején, 1945. január 18-án a reggeli órákban robbantotta fel a Pestet kiürítő német haderő. Nem tudni, pontosan miért, de a négyből csak a budai hídfő déli lánckamrájában robbant fel a töltet. Az elszakadó déli lánc így nem tartotta tovább az útpálya súlyát, ami dél felé csavarodva rántotta magával a budai oldalon álló pilont a Dunába. Érdekesség, hogy az északi lánc ugyan megsérült és összeroncsolódott, viszont nem szakadt el. Pesten a hídfő állva maradt, és egészen az új híd építésének kezdetéig emlékeztetett a háború eme pusztítására. 1947-től az 1960-as évek elejéig – a Petőfi hídhoz hasonlóan – a Rákóczi úti villamosjáratok végállomása a pesti hídfőnél volt, a villamosok a híd megmaradt felvezetőjén fordultak. A régi híd maradványainak bontása után a végállomás az akkori Felszabadulás térre került. A pesti oldalon állva maradt pilont végül 1960-ban bontották el.

## Érdekességek
- A híd az átadását követően 23 évig a világ legnagyobb nyílású lánchídja volt.[3]